# علاء نوروز
علاء نوروز هو لاعب كرة قدم عراقي في مركز الوسط، ولد في 17 يونيو 1983 في البصرة في العراق. شارك مع منتخب العراق لكرة القدم. أما مع النوادي، فقد لعب مع نادي أربيل ونادي الطلبة ونادي الفتوة ونادي الميناء ونادي النجمة ونادي راه آهن ونادي نفط البصرة.